# 여자는 남자의 미래다
《여자는 남자의 미래다》(Woman Is the Future Of Man)는 2004년에 제작된 대한민국의 영화 작품이다. 홍상수의 다섯 번째 작품이다. 성에 대한 적나라한 대사와 수동적인 섹스 파트너로만 인식되는 여성상으로 인해, 남성 판타지 영화라는 평이 있다. - 영화 리뷰(해당 사이트 로그인 필요)

## 줄거리
대학 강사로 일하며 교수를 꿈꾸는 문호는 헌준의 후배이다. 헌준은 미국에 유학하여 영화 공부를 했고, 지금은 감독을 지망하고 있다. 귀국한 헌준은 문호와 오랜만에 만나 중국음식점에서 낮술을 기울인다. 이야기 도중 둘은 헌준의 옛 애인이자 헌준이 유학을 떠난 뒤 문호와도 사귀었던 선화를 회상하게 되고, 선화가 있다는 부천으로 함께 찾아가는 돌발행동을 벌이는데...

## 출연진
- 유지태 - 문호 역
- 김태우 - 헌준 역
- 성현아 - 선화 역
- 오유진 - 예쁜이 역
- 엄수정 - 요가녀 역

## 기타
- 제목은 루이 아라공 시의 한 구절에서 따왔다.

'여자는 남자의 미래다’ 같은 제목도 내용에 얽매이지 않고 그냥 느낌대로 지은 거에요. 파리의 한 책방에서 파는 그림 엽서에 적혀 있었던 루이 아라공의 그 글귀를 본 순간, 설명할 수 없는 그 말이 그냥 좋아지더라고요. 의미가 아니라 어감 자체가 말입니다.

- 2004년 칸 영화제에 출품되었고, 프랑스 영화계를 중심으로 호평받았다.[2]

## 참고자료
- 정한석 (2004년 5월 4일). “솔직한 플래시백으로 만들어진 홍상수의 질문, <여자는 남자의 미래다>”. 씨네21. 2008년 2월 9일에 확인함.
- 씨네21 온라인팀 (2004년 4월 23일). “[인터뷰] <여자는 남자의 미래다>의 홍상수 감독”. 씨네21. 2008년 2월 9일에 확인함. |제목=에 지움 문자가 있음(위치 1) (도움말)